# 民族音乐学

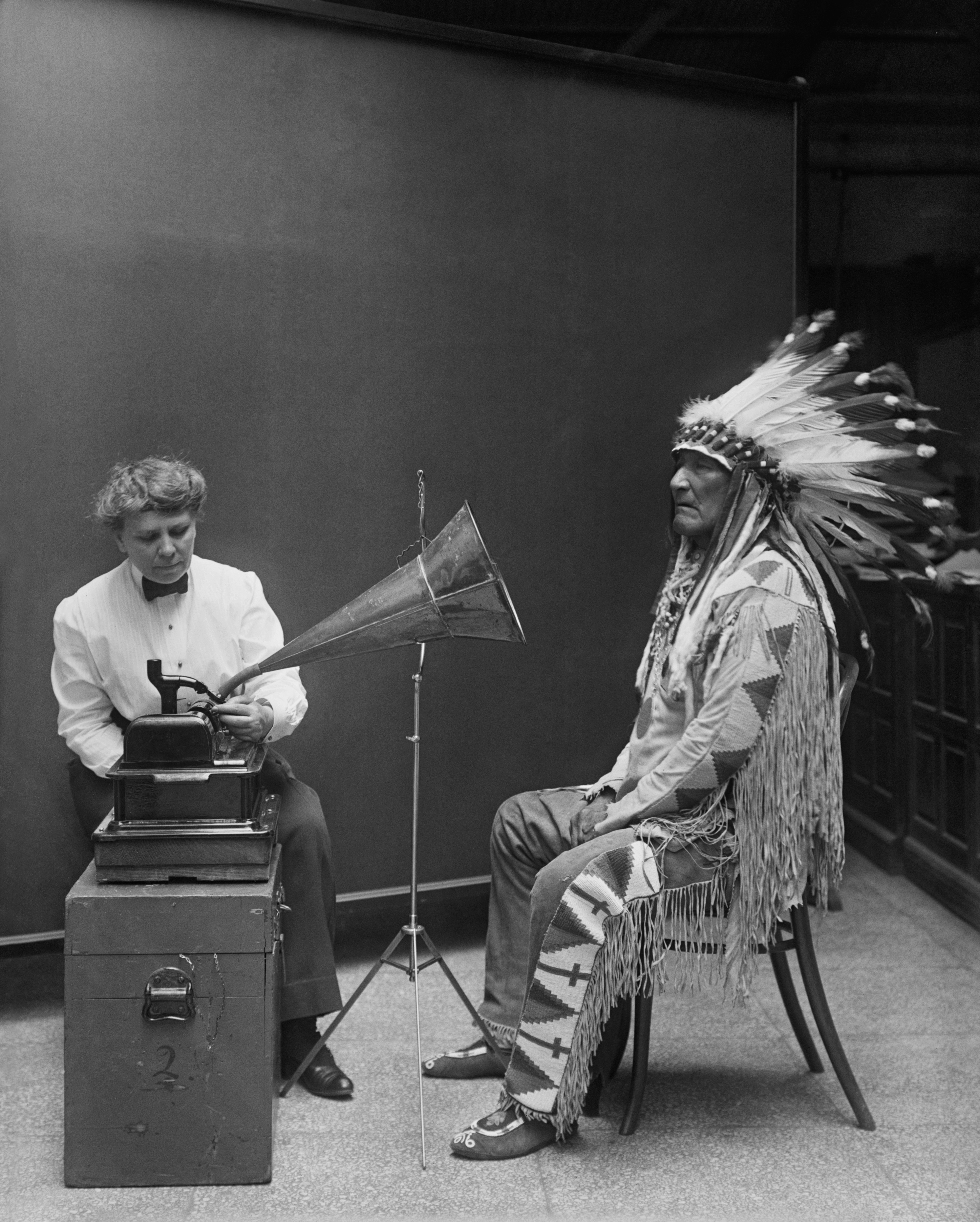
弗朗西斯·丹斯莫爾為黑足族印第安人酋長錄音，1916年

民族音樂學（Ethnomusicology），有時又叫音樂人類學，是音樂學和人類學的一支。它結合了人類學田野調查的研究方法，相對於音樂學研究西方音樂演進的脈絡，民族音樂學將世界音樂納入研究範圍，研究西洋音樂範圍外的所有音樂類型。民族音樂學也進行音樂分析，但經常將「音樂在文化中所扮演的角色」作為首要的音樂研究課題。
布鲁诺·内特尔說民族音樂學是一種西方思維模式的產物。它本身就是西方學者出於對非西方音樂的興趣而建立起來的，但隨著學科的逐漸發展，西方音樂也被納入其研究的範疇。

## 歷史
19世纪民歌收集的風潮而起，最早民族音樂學的概念由人類學學者提出，這些研究民族音樂的人類學家，被稱為「人類音樂學者」。早在文藝復興時期，民族音樂學概念還沒有被確立之前，已經有人著手這方面研究，直到19世紀初，約1880年間，已有音樂學者比較西洋音樂與非西洋國度的音樂差異，而開展出「比較音樂學」（Comparative Musicology），研究對象定為歐洲之外的種族、民族的音樂文化，此定義由德國美籍的音樂學者库尔特·萨克斯提出，界定所謂異國文化音樂的範疇。第一份廣泛比較各民族音樂結構的研究報告，為英國語言學兼物理學家、數學家、音樂作家亞歷山大·約翰·艾利斯發表的《不同國家的音樂》( On the Musical Scales of Various )。此後，歐美出現一支受過專業訓練的民族學隊伍，致力於蒐集異國的民間藝術，蒐集非歐洲古典音樂樂器、相關音樂文物與手稿，為當時代人們增加非古典音樂文化的視野。
1877年爱迪生發明留聲機，對無記譜法與文字的民族音樂研究產生莫大助力。在此基礎上，產生了比較音樂學這們學科。其中，具有時代意義的專論如：美國音樂作家西奧多·貝克的一篇關於美國印地安音樂的論文；以及卡爾·斯圖姆夫發表了第一篇關於不列顛哥倫比亞省貝拉庫拉原住民文化的專論。
同此時期，巴托克·贝拉的研究方法與將民謠曲調融入西洋音樂，成為歐洲民謠研究典範。弗朗西斯·丹斯莫爾1893年於芝加哥世界博覽會中著手研究印地安音樂，建立了北美印地安音樂的重要研究法，並於1907 年開始為美國民族學社進行系統性的研究，其中包含對夏安族、阿拉帕霍人、Maidu、Santo、Domingo、普韋布洛和新墨西哥印地安等種族的徹底探討。

## 外部連接
- Society for Ethnomusicology （页面存档备份，存于）
- International Council for Traditional Music （页面存档备份，存于）
- British Forum for Ethnomusicology （页面存档备份，存于）
- International Library of African Music (ILAM)
- The World and Traditional Music Section at the British Library （页面存档备份，存于）
- The Archives of Traditional Music at Indiana University （页面存档备份，存于）
- Ethnomusicology, Folk Music, and World Music (University of Washington) （页面存档备份，存于）
- Outreach Ethnomusicology （页面存档备份，存于） An Online Ethnomusicology Community and Fieldwork Resource
- SIL publications on Ethnomusicology listed by country （页面存档备份，存于）
- Sanford and Son's 1973 take on Ethnomusicology （页面存档备份，存于）